# Linea 2 (metropolitana di New York)
La linea 2 Seventh Avenue Express è una linea della metropolitana di New York, che collega la città da nord, con capolinea presso la stazione di Wakefield-241st Street, a sud, con capolinea presso Flatbush Avenue. È indicata con il colore rosso pomodoro poiché la trunk line utilizzata a Manhattan è la linea IRT Broadway-Seventh Avenue.

## Storia

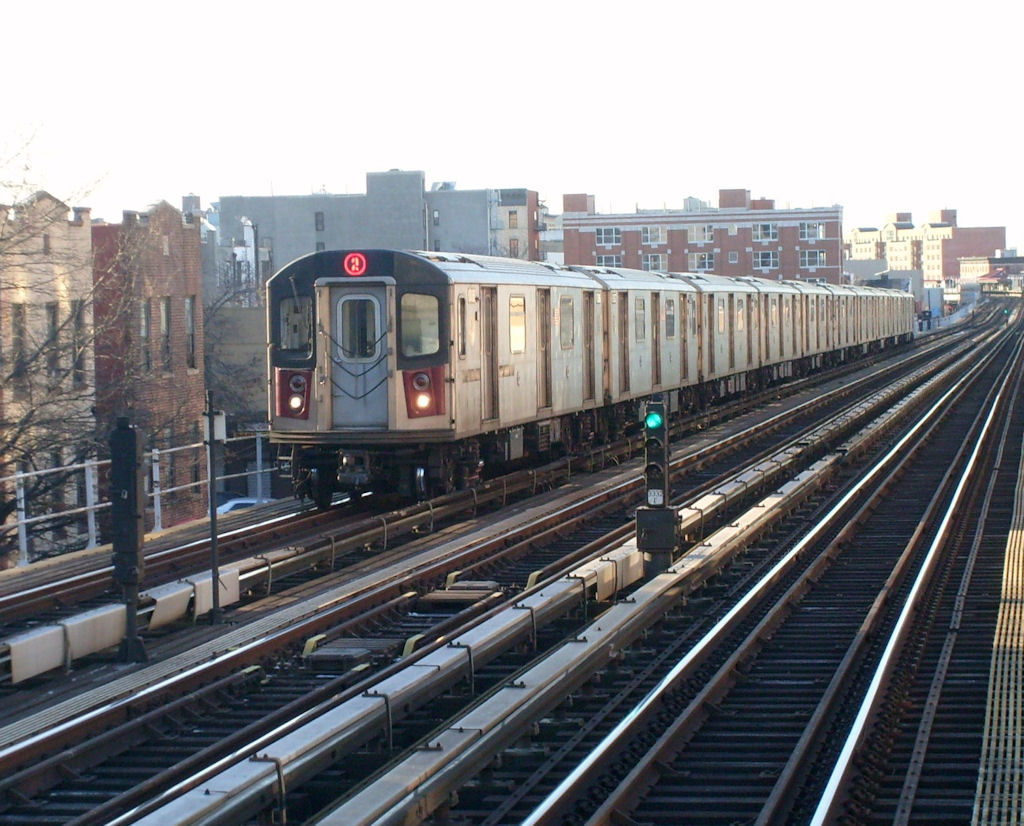
Un treno della linea 2 composto da R142 sta per entrare nella stazione di 174th Street nel Bronx.

Il 10 luglio 1905, il collegamento tra la linea IRT Lenox Avenue e la linea IRT White Plains Road ha aperto, permettendo un servizio metropolitano da Manhattan al Bronx.
Il 9 gennaio 1908, il Joralemon Street Tunnel ha aperto, collegando l'attuale linea IRT Lexington Avenue a Brooklyn. A questo punto, i treni correvano da Est 180th Street a Borough Hall. Il 1º maggio, la linea è stata estesa verso Nevins Street e Atlantic Avenue.
Il 31 marzo 1917 la linea IRT White Plains Road è stata estesa verso 238th Street – Nereid Avenue, e verso Wakefield – 241st Street il 13 dicembre 1920.
Il 1 ° luglio 1918, l'intera linea IRT Broadway-Seventh Avenue è stata completata. Il 15 aprile dell'anno seguente, il Clark Street Tunnel, che collega la linea a Brooklyn, ha aperto.
A partire dal 19 dicembre 1919, i treni correvano verso South Ferry e nelle alcune ore di punta verso Atlantic Avenue. Quattro anni più tardi, quei treni che correvano verso Atlantic Avenue sono stati estesi verso Utica Avenue. Un anno dopo, le corse sono state estese verso New Lots Avenue.
A partire dal 5 settembre 1937, nelle ore di punta serali i treni correvano verso Flatbush Avenue.
Nel 1957, la connessione con la linea IRT Dyre Avenue è stata completata.
A partire dal 6 febbraio 1959, i treni correvano tra Wakefield - 241 Street e Flatbush Avenue a tutte le ore tranne durante la notte, quando correvano invece tra East 180th Street and New Lots Avenue.
A partire dal 16 aprile 1965, la linea 2 effettuava tutte le ore il servizio verso New Lots Avenue.
Il 10 luglio 1983, le linee 2 e 3 hanno invertito i terminali a Brooklyn. I treni della linea 2 correvano tra Wakefield - 241 Street e Flatbush Avenue in ogni momento, facendo fermate locali nel Bronx e Brooklyn e fermate espresse a Manhattan. Questa mossa ha permesso alle apparecchiature dei treni della linea 3 di essere ispezionati e di effettuare il lavoro di manutenzione presso il Livonia Shop, quando le apparecchiature dei treni della linea 3 sono stati assegnati a Livonia Yard.
Da marzo a ottobre 1998, la linea IRT Lenox Avenue è stata riabilitata. Nei giorni feriali, i treni della linea 2 passano attraverso la linea IRT Lexington Avenue tra 149 Street - Grand Concourse e Nevins Street, nell'uptown dalle 05:00 a mezzanotte e nel centro da mezzanotte alle 05:00.
Nel settembre 1999, servizio espresso a tarda notte a Manhattan è stato interrotto e sostituito da un servizio locale.
Dopo gli attacchi dell'11 settembre 2001, la linea iniziò a effettuare un servizio locale a Manhattan, in sostituzione della linea 3, che terminava presso 14th Street. Un anno dopo, il 15 settembre 2002, la linea ritornò a svolgere il suo normale servizio: espresso a Manhattan e locale a Brooklyn e nel Bronx.

## Il servizio
Come il resto della rete, la linea 2 Seventh Avenue Express è sempre attiva, 24 ore su 24. A seconda delle fasce orarie il servizio è così strutturato:
- Tra le 23:40 e le 4:40 la linea svolge un servizio locale lungo tutto il suo percorso. Ferma in 61 stazioni, con un tempo di percorrenza di 1 ora e 50 minuti circa.[3]
- Tra le 4:40 e le 23:00 la linea svolge un servizio locale nel Bronx e a Brooklyn e un servizio espresso a Manhattan. Ferma in 49 stazioni, con un tempo di percorrenza di 1 ora e 40 minuti. Inoltre, durante le ore di punta alcune corse iniziano e terminano a New Lots Avenue per problemi di capacità a Flatbush Avenue.[3]

Possiede interscambi con 21 delle altre 24 linee della metropolitana di New York, con la Port Authority Trans-Hudson, con i servizi ferroviari suburbani Long Island Rail Road, Metro-North Railroad e New Jersey Transit Rail, con i treni extraurbani dell'Amtrak e con varie linee automobilistiche gestite da MTA Bus, NJT Bus e NYCT Bus.

### Le stazioni servite
| Stazione                              |  | Interscambi con la metropolitana          | Altri Interscambi                             |
| ------------------------------------- |  | ----------------------------------------- | --------------------------------------------- |
| The Bronx                             |  |                                           |                                               |
| Wakefield-241st Street                |  |                                           | Metro-North · MTA Bus · NYCT Bus              |
| Nereid Avenue                         |  | 5                                         | MTA Bus · NYCT Bus                            |
| 233rd Street                          |  | 5                                         | Metro-North · MTA Bus · NYCT Bus              |
| 225th Street                          |  | 5                                         | MTA Bus · NYCT Bus                            |
| 219th Street                          |  | 5                                         | MTA Bus · NYCT Bus                            |
| Gun Hill Road                         |  | 5                                         | MTA Bus · NYCT Bus                            |
| Burke Avenue                          |  | 5                                         | MTA Bus · NYCT Bus                            |
| Allerton Avenue                       |  | 5                                         | MTA Bus · NYCT Bus                            |
| Pelham Parkway                        |  | 5                                         | MTA Bus · NYCT Bus                            |
| Bronx Park East                       |  | 5                                         | NYCT Bus                                      |
| East 180th Street                     |  | 5                                         | MTA Bus · NYCT Bus                            |
| West Farms Square-East Tremont Avenue |  | 5                                         | NYCT Bus                                      |
| 174th Street                          |  | 5                                         | NYCT Bus                                      |
| Freeman Street                        |  | 5                                         | NYCT Bus                                      |
| Simpson Street                        |  | 5                                         | NYCT Bus                                      |
| Intervale Avenue                      |  | 5                                         | NYCT Bus                                      |
| Prospect Avenue                       |  | 5                                         | NYCT Bus                                      |
| Jackson Avenue                        |  | 5                                         | NYCT Bus                                      |
| Third Avenue-149th Street             |  | 5                                         | NYCT Bus                                      |
| 149th Street-Grand Concourse          |  | 4 · 5                                     | NYCT Bus                                      |
| Manhattan                             |  |                                           |                                               |
| 135th Street                          |  | 3                                         | NYCT Bus                                      |
| 125th Street                          |  | 3                                         | NYCT Bus                                      |
| 116th Street                          |  | 3                                         | NYCT Bus                                      |
| Central Park North-110th Street       |  | 3                                         | NYCT Bus                                      |
| 96th Street                           |  | 1 · 3                                     | NYCT Bus                                      |
| 86th Street                           |  | 1                                         | NYCT Bus                                      |
| 79th Street                           |  | 1                                         | NYCT Bus                                      |
| 72nd Street                           |  | 1 · 3                                     | MTA Bus · NYCT Bus                            |
| 66th Street-Lincoln Center            |  | 1                                         | MTA Bus · NYCT Bus                            |
| 59th Street-Columbus Circle           |  | 1 · A · D                                 | MTA Bus · NYCT Bus                            |
| 50th Street                           |  | 1                                         | MTA Bus · NYCT Bus                            |
| Times Square                          |  | 1 · 3 · 7 · A · C · E · N · Q · R · S · W | MTA Bus · NYCT Bus                            |
| 34th Street-Penn Station              |  | 1 · 3                                     | LIRR · NJT Rail · Amtrak · MTA Bus · NYCT Bus |
| 28th Street                           |  | 1                                         | NYCT Bus                                      |
| 23rd Street                           |  | 1                                         | NYCT Bus                                      |
| 18th Street                           |  | 1                                         | NYCT Bus                                      |
| 14th Street                           |  | 1 · 3 · F · L · M                         | PATH · NYCT Bus                               |
| Christopher Street-Sheridan Square    |  | 1                                         | PATH · NYCT Bus                               |
| Houston Street                        |  | 1                                         | NYCT Bus                                      |
| Canal Street                          |  | 1                                         | NYCT Bus                                      |
| Franklin Street                       |  | 1                                         | NJT Bus · NYCT Bus                            |
| Chambers Street                       |  | 1 · 3                                     | NYCT Bus                                      |
| Park Place                            |  | 3 · A · C · E                             | PATH · MTA Bus · NJT Bus · NYCT Bus           |
| Fulton Street                         |  | 3 · 4 · 5 · A · C · J · Z                 | NYCT Bus                                      |
| Wall Street                           |  | 3                                         |                                               |
| Brooklyn                              |  |                                           |                                               |
| Clark Street                          |  | 3                                         |                                               |
| Court Street-Borough Hall             |  | 3 · 4 · 5 · N · R                         | MTA Bus · NYCT Bus                            |
| Hoyt Street                           |  | 3                                         | NYCT Bus                                      |
| Nevins Street                         |  | 3 · 4 · 5                                 | MTA Bus · NYCT Bus                            |
| Atlantic Avenue-Barclays Center       |  | 3 · 4 · 5 · B · D · N · Q · R             | LIRR · MTA Bus · NYCT Bus                     |
| Bergen Street                         |  | 3 · 4                                     | NYCT Bus                                      |
| Grand Army Plaza                      |  | 3 · 4                                     | NYCT Bus                                      |
| Eastern Parkway-Brooklyn Museum       |  | 3 · 4                                     |                                               |
| Franklin Avenue-Botanic Garden        |  | 3 · 4 · 5 · S                             | NYCT Bus                                      |
| President Street                      |  | 5                                         | NYCT Bus                                      |
| Sterling Street                       |  | 5                                         | NYCT Bus                                      |
| Winthrop Street                       |  | 5                                         | NYCT Bus                                      |
| Church Avenue                         |  | 5                                         | NYCT Bus                                      |
| Beverly Road                          |  | 5                                         | NYCT Bus                                      |
| Newkirk Avenue                        |  | 5                                         | NYCT Bus                                      |
| Flatbush Avenue-Brooklyn College      |  | 5                                         | MTA Bus · NYCT Bus                            |

## Il materiale rotabile
Sulla linea 2 vengono utilizzate 340 carrozze R142, realizzate dalla Bombardier Transportation tra il 1999 e il 2003. Le 340 carrozze sono assemblate in treni da 10 carrozze, per un totale di 34 treni. Il deposito assegnato alla linea è quello di 239th Street.